# 久保勝正
久保 勝正（くぼ かつまさ）は、安土桃山時代から江戸時代初期の武将。

## 略歴
当初は織田信雄に仕える。天正12年（1584年）小牧・長久手の戦いでは黒田城を守って高名があった。のち尾張北方を守る日下部左近と黒田城の沢井雄重が不和となるとその和親に尽力する。天正18年（1590年）信雄が改易となると、信雄から暇を出されて剃髪する。のち豊臣秀吉、次いで徳川秀忠に仕えて大番頭となり、上総山辺・周准郡内に700石を領した。慶長5年（1600年）関ヶ原の戦いに従軍。慶長20年（1615年）大坂夏の陣では伏見城を守備した。